# Markuskirche (Zürich-Seebach)

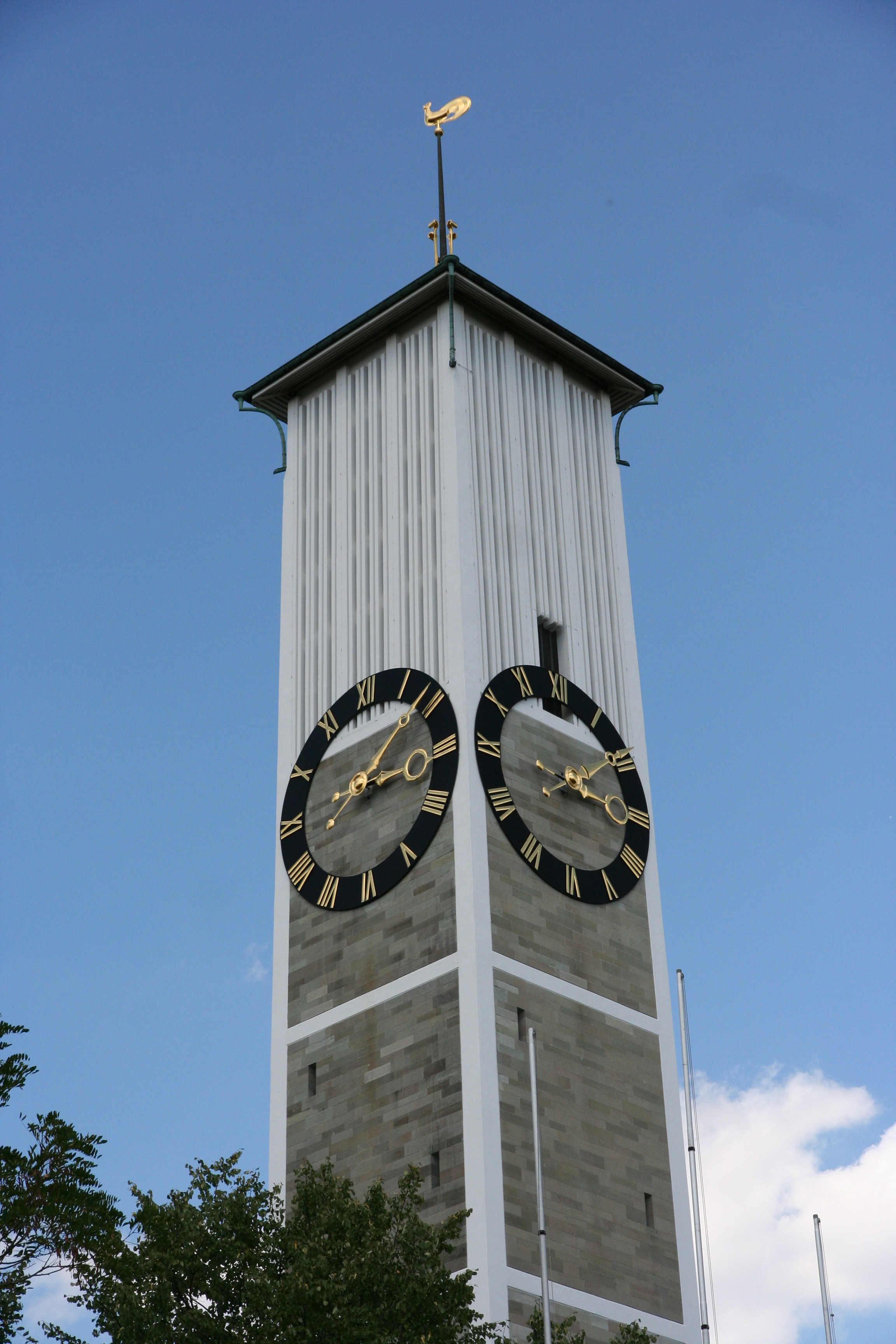
Turm der Markuskirche Zürich-Seebach

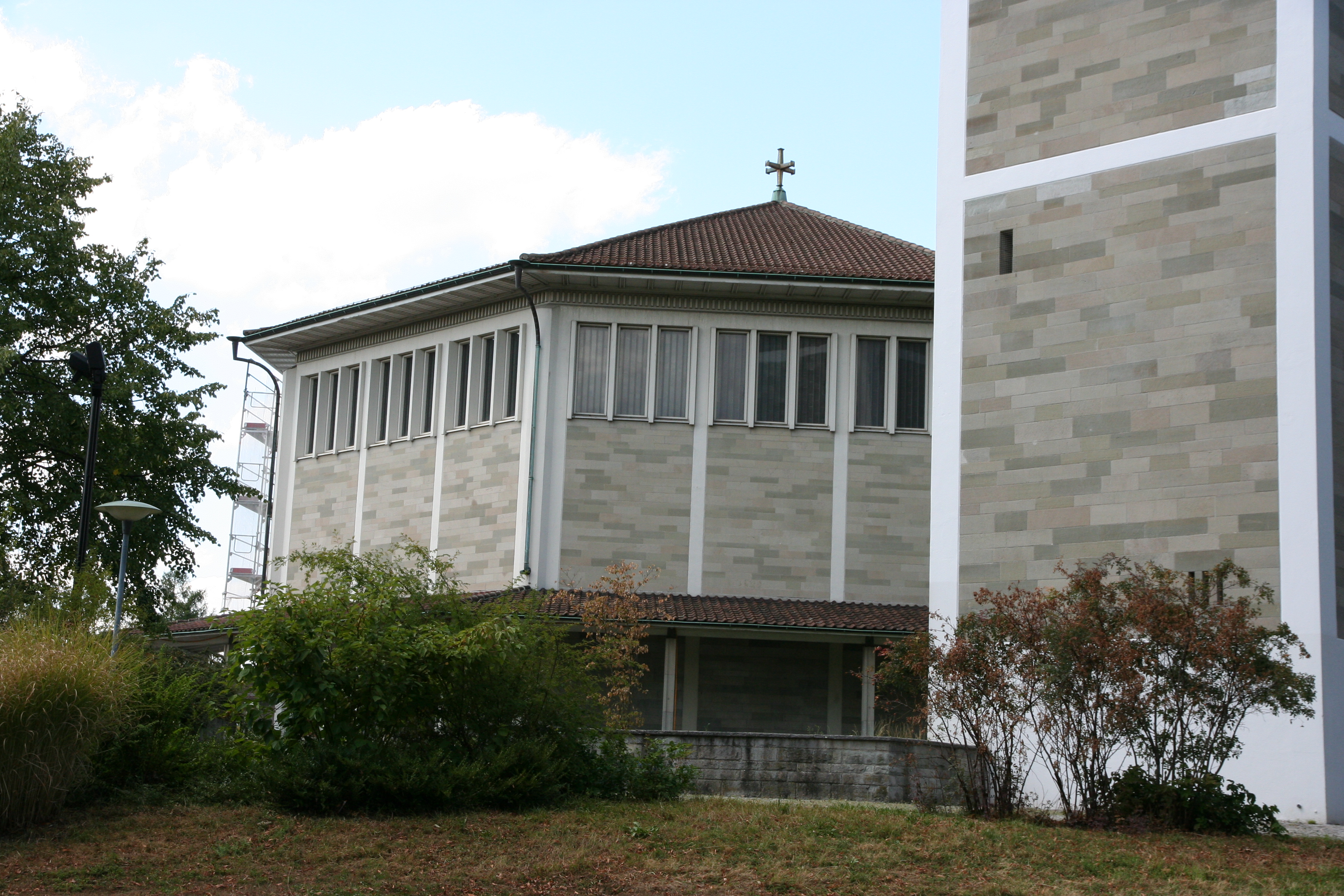
Die Markuskirche

Die Markuskirche ist eine evangelisch-reformierte Kirche im Quartier Seebach der Stadt Zürich. Sie steht am Höhenring 56 auf dem Buhnrain an erhöhter Lage.

## Geschichte
Als das einstige Dorf Seebach in der ersten Hälfte des 20. Jahrhunderts durch die Eingemeindung nach Zürich und die Nähe zu der Industrie von Oerlikon rasch wuchs, musste die reformierte Kirchgemeinde Seebach eine neue Kirche errichten, da die historische Niklauskirche zu klein geworden war. 1938 wurde ein Architekturwettbewerb ausgeschrieben, bei dem die vier erstprämierten Projekte in einer zweiten Runde überarbeitet wurden. In den Jahren 1947–1948 wurde die Markuskirche nach Plänen des Architekten Albert Heinrich Steiner errichtet. Sie war in der Zeit ihrer Entstehung umstritten, da sie mit der Tradition eines traditionellen Kirchbaus mit Langhaus und Chor brach. 1977–1978 erfolgte eine Sanierung des Kirchbaus.

## Baubeschreibung
Die weit herum sichtbare Markuskirche wurde auf dem Buhnhügel samt freistehendem, 35 Meter hohem Kirchturm, Gemeindesaal und Wohnhaus für Sigrist und Pfarrer errichtet. Vom Höhenring führt der Weg durch eine von Gartenarchitekt Gustav Ammann gestaltete Anlage zum Kirchplatz. Der schlichte und in sich geschlossene Bau besitzt eine achteckige Form und nimmt dadurch den Gedanken der im Kreis versammelten Gottesdienstgemeinde auf. Von aussen ist die Bauweise der Kirche gut sichtbar: Ein Eisenbetonskelett trägt die Last des Zeltdaches, dazwischen wird die Wand mit Sandsteinquadern und Backsteinhintermauerung aufgefüllt. Unter dem Dach besitzt die Kirche einen Lichtgaden, der das Tageslicht ins Innere führt. Die Kanzelwand wird von einem grossen Holzkreuz geprägt, davor befindet sich ein leicht erhöhtes Podest mit Kanzel und Abendmahlstisch. Auf der nördlichen Seite steht die Orgel. Im Westen verläuft eine Empore über drei Seiten des Achtecks. Die Decke der Kirche ist mit Holzlatten verkleidet und besitzt im Zentrum einen weissen Stern auf blauem Grund, der von Eugen Haefelfinger gestaltet wurde. Links vom Kanzelpodest schuf Konrad Grimmer vier Gesetzestafeln, der Kanzelteppich stammt von Max Hunziker und Lissy Funk.
Der Kirchturm birgt ein fünfstimmiges Geläut, welches in der Tonfolge As° c' es' f' as' erklingt. Die Glocken wurden von der Firma H. Rüetschi gegossen, wobei die kleineren Glocken 1948 hergestellt wurden und die grösste Glocke im Jahr 1953 nachfolgte.

## Orgel
Im Jahr 1948 wurde das Instrument durch die Firma Orgelbau Kuhn erbaut. Die Orgel besitzt elektrische Trakturen und 39 klingende Register auf drei Manualen sowie Pedal sowie zwei Transmissionen und eine Extension. 1985 erfolgte eine Revision und der Bau eines neuen, freistehenden Spieltisches mit elektronischer Setzeranlage durch Späth Orgelbau AG, Rapperswil. 2009 revidierte Orgelbauer Thomas Wälti, Gümligen, das Instrument.
Disposition Orgel:
| I Hauptwerk C–g3 |     |
| Quintatön        | 16′ |
| Prinzipal        | 8′  |
| Hohlflöte        | 8′  |
| Gemshorn         | 8′  |
| Oktave           | 4′  |
| Flöte            | 4′  |
| Oktave           | 2′  |
| Mixtur major IV  | 2′  |
| Mixtur major     | 1′  |
| Cornett          | 8′  |

| II Schwellwerk C–g3 |    |
| Gedackt             | 8′ |
| Gemshorn            | 8′ |
| Suavial             | 4′ |
| Blockflöte          | 4′ |
| Flageolet           | 2′ |
| Cymbel IV           | 1  |
| Krummhorn           | 8′ |
| Tremulant           |    |

| III Positiv C–g3 |       |
| Gedackt          | 16′   |
| Prinzipal        | 8′    |
| Rohrflöte        | 8′    |
| Salizional       | 8′    |
| Schwebung        | 8′    |
| Oktave           | 4′    |
| Nachthorn        | 4′    |
| Nasat            | 2/3′  |
| Waldflöte        | 2′    |
| Terz             | 13/5′ |
| Scharff IV–VII   | 1/3′  |
| Trompete         | 8′    |
| Oboe             | 8′    |
| Clairon          | 8′    |

| Pedal C–f1     |     |
| Prinzipalbass  | 32′ |
| Gedackt        | 32′ |
| Subbass        | 16′ |
| Prinzipalbass  | 16′ |
| Gedackt        | 16′ |
| Gedackt (Ext.) | 8′  |
| Oktavbass      | 8′  |
| Choralbass     | 4′  |
| Fagott         | 16′ |
| Posaune        | 8′  |
| Zinke          | 4′  |

- Normalkoppeln: I/II, III/I, III/II, I/P, II/P, III/P
- Spielhilfen: Generalkoppel, 4 feste Kombinationen,  Tutti, Ped 0, Ped 2, Ped 3, Registercrescendo, elektrische Setzeranlage 128-fach, Absteller Zungen, Mixturen, Absteller 16′ Manuale, Absteller Crescendo, Einführungstritte Tremulanten